# Edgaras Rybakovas
Edgaras Rybakovas (auch Edgar Rybakov; * 5. Januar 1991 in Vilnius) ist ein litauischer Eishockeyspieler, der seit 2021 erneut bei den Vilnius Hockey Punks in der litauischen Eishockeyliga spielt.

## Leben
Mit 3,5 Jahren fing er an, auf dem Eis zu gleiten. Seine erste Mannschaft war der „Tigrai“ Kaunas. In der Schule mochte er vor allem Mathematik, Erdkunde und Sport. 2003 absolvierte er das Diplomstudium der Jugendpolitik-Projektierung an der Staatlichen Hochschule für Körperkultur in Moskau.
Sein jüngerer Bruder Artūras Rybakovas ist ebenfalls litauischer Nationalspieler.

## Karriere

### Clubs
Edgaras Rybakovas begann seine Karriere als Eishockeyspieler beim HK ZSKA Moskau, für dessen zweite Mannschaft er in der Perwaja Liga antrat. Anschließend spielte er jeweils eine Spielzeit bei den Erie Otters in der Ontario Hockey League, die ihn beim CHL Import Draft 2008 an Gesamtposition vier ausgewählt hatten, den Dinamo-Juniors Riga, mit denen er 2010 lettischer Meister wurde und auch erste Einsätze in der belarussischen Extraliga bekam, und den Austin Bruins in der North American Hockey League. 2011 kehrte er in seine Geburtsstadt Vilnius zurück und spielte mit "Baltica" Vilnius zwei Jahre in der Molodjoschnaja Chokkeinaja Liga B. Anschließend zog es ihn zum HK Lida in die belarussische Extraliga, wo er, mit einer kurzen Unterbrechung, die ihn zum HK Brest führte, drei Jahre spielte. Seit 2016 spielt er, unterbrochen von einem Jahr beim SC Energija, für die Vilnius Hockey Punks in der litauischen Eishockeyliga.

### International
Für Litauen nahm Rybakovas im Juniorenbereich erstmals an der U20-Weltmeisterschaft 2010 in der Division II teil.
Sein Debüt in der litauischen Herren-Nationalmannschaft gab der Center bei der Weltmeisterschaft 2014 in der Division I, die in seiner Heimatstadt Vilnius stattfand. Auch 2015, 2017 und 2018 spielte er in der Division I. Zudem vertrat er sein baltisches Heimatland bei der Qualifikation für die Olympischen Winterspiele 2018 in Pyeongchang und beim Baltic Cup 2016 und 2017.

## Erfolge und Auszeichnungen
- 2010 Aufstieg in die Division I bei der U20-Weltmeisterschaft der Division II, Gruppe B
- 2010 Lettischer Meister mit den Dinamo-Juniors Riga
- 2018 Aufstieg in die Division I, Gruppe A, bei der Weltmeisterschaft der Division I, Gruppe B

## Statistik
(Stand: Ende der Spielzeit 2015/16)